# Klinken
Klinken este o comună din landul Mecklenburg-Pomerania Inferioară, Germania.